# Integraloperator
Ein linearer Integraloperator ist ein mathematisches Objekt aus der Funktionalanalysis. Dieses Objekt ist ein linearer Operator, der mit einer bestimmten Integralschreibweise mit einem Integralkern dargestellt werden kann.

## Definition
Seien {\displaystyle \Omega \subset \mathbb {R} ^{n}} und {\displaystyle D\subset \mathbb {R} ^{n}} offene Teilmengen und sei {\displaystyle K\colon \Omega \times D\to \mathbb {C} } eine messbare Funktion. Ein linearer Operator {\displaystyle T\colon A\to B} zwischen den Funktionenräumen {\displaystyle A,\,B} heißt Integraloperator, wenn er durch
{\displaystyle (Tf)(x)=\int _{\Omega }K(t,x)f(t)\mathrm {d} t}
dargestellt werden kann. Die Funktion {\displaystyle K:\Omega \times D\to \mathbb {C} } heißt Integralkern oder kurz Kern von {\displaystyle T}. An {\displaystyle K} müssen natürlich gewisse Regularitätsanforderungen gestellt werden, damit das Integral überhaupt existiert. Diese Anforderungen sind abhängig vom Definitionsbereich {\displaystyle A} des Integraloperators. Oftmals sind die Integralkerne aus dem Raum der stetigen Funktionen oder aus dem Raum der quadratintegrierbaren Funktionen. Gilt für einen Integralkern {\displaystyle D=\Omega } und {\displaystyle K(u,v)={\overline {K(v,u)}}} für alle {\displaystyle u,v\in D} (wobei {\displaystyle {\bar {.}}} die komplexe Konjugation ist), dann nennt man den Integralkern symmetrisch.

## Beispiele

### Tensorprodukt-Integralkern
Seien {\displaystyle g,h\in L^{2}(\mathbb {R} ,\mathbb {C} )} zwei quadratintegrierbare Funktionen. Das Tensorprodukt dieser Funktionen ist definiert als
{\displaystyle (g\otimes h)(x,y):=g(x){\overline {h(y)}},}
wobei {\displaystyle {\bar {.}}} die komplexe Konjugation ist. Das Tensorprodukt {\displaystyle g\otimes h} kann als Integralkern des Operators {\displaystyle T\colon L^{2}(\mathbb {R} ,\mathbb {C} )\to L^{2}(\mathbb {R} ,\mathbb {C} )} mit
{\displaystyle (Tf)(x)=\int _{\mathbb {R} }(g\otimes h)(x,y)f(y)\mathrm {d} y:=\int _{\mathbb {R} }g(x){\overline {h(y)}}f(y)\mathrm {d} y}
verwendet werden. Dieser Integraloperator ist auf {\displaystyle L^{2}(\mathbb {R} ,\mathbb {C} )} wohldefiniert.

### Volterraoperator
Der Integraloperator, der durch 
{\displaystyle Tf(x)=\int _{0}^{x}f(t)\mathrm {d} t}
dargestellt werden kann, ist zum Beispiel für alle Funktionen {\displaystyle f\in L^{2}([0,1])} definiert. Er heißt Volterraoperator und kann zur Bestimmung einer Stammfunktion von {\displaystyle f} verwendet werden. Sein Integralkern {\displaystyle K} ist gegeben durch
{\displaystyle K(x,t)={\begin{cases}1,&t\leq x\\0,&t>x\end{cases}}.}
Da {\displaystyle K\in L^{2}([0,1]\times [0,1])} gilt, ist {\displaystyle T} ein Hilbert-Schmidt-Operator.

### Fredholmscher Integraloperator
Sei {\displaystyle K\colon [0,1]\times [0,1]\to \mathbb {C} } eine stetige Funktion. Dann ist ein Integraloperator durch
{\displaystyle Tf(x)\colon =\int _{0}^{1}K(t,x)f(t)\mathrm {d} t}
für alle und {\displaystyle f\in C([0,1])} definiert. Dieser Operator ist stetig und bildet zwischen den Funktionenräumen {\displaystyle C([0,1])\to C([0,1])} ab. Dieser Integraloperator ist ein Beispiel eines fredholmschen Integraloperators und {\displaystyle K} ist sein Kern, der auch Fredholm-Kern genannt wird. Ein allgemeiner fredholmscher Integraloperator zeichnet sich dadurch aus, dass die Integralgrenzen im Gegensatz zum Volterra-Operator fix sind und der Integraloperator ein linearer kompakter Operator ist.

### Cauchysche Integralformel
Die cauchysche Integralformel ist definiert als
{\displaystyle Tf(x)={\frac {1}{2\pi \mathrm {i} }}\oint _{\Gamma }{\frac {f(t)}{t-x}}\mathrm {d} t,}
wobei {\displaystyle \Gamma } eine geschlossene Kurve in {\displaystyle \mathbb {C} } um den Punkt {\displaystyle t\colon =x} ist. Ist {\displaystyle f} dann eine holomorphe Funktion, so ist {\displaystyle Tf} die Erweiterung der Funktion {\displaystyle f|_{\Gamma }} auf einen größeren Bereich. Aber dieser Integraloperator wird in der Theorie der partiellen Differentialgleichungen auch zur Untersuchung nicht holomorpher Funktionen verwendet. Der Integralkern der cauchyschen Integralformel ist {\displaystyle {\tfrac {1}{2\pi \mathrm {i} (t-x)}}}.

## Integraltransformationen
Einige Integraloperatoren nennt man traditionell eher Integraltransformationen. Sie spielen zum Beispiel in der Signalverarbeitung eine wesentliche Rolle und dienen der besseren Handhabe und Analyse des Informationsgehaltes eines Signals {\displaystyle x}. Wesentlich für Integraltransformationen ist der Integralkern {\displaystyle K}, welcher eine Funktion von der Zielvariablen {\displaystyle u} und der Zeitvariablen {\displaystyle t} ist. Durch Multiplikation des Signals {\displaystyle x} mit dem Integralkern {\displaystyle K} und anschließender Integration über den Grundraum {\displaystyle \Omega } im Zeitbereich wird die sogenannte Bildfunktion {\displaystyle X} im Bildbereich {\displaystyle \Omega '} gebildet:
{\displaystyle X(u)=\int _{\Omega }x(t)K(u,t)\mathrm {d} t,\qquad u\in \Omega '\;.}
Erfüllt der Integralkern die Reziprozitätsbedingung, das heißt, es existiert ein „inverser Kern“ {\displaystyle K^{-1}}, kann aus der Bildfunktion {\displaystyle X} das Signal {\displaystyle x} rekonstruiert werden. In der praktischen Anwendung im Bereich der Signalverarbeitung spielt die Gruppe der selbstreziproken Kerne eine wesentliche Rolle. Ein Kern ist dann selbstreziprok wenn gilt:
{\displaystyle K^{-1}(t,u)=K^{*}(u,t)}
mit der komplexen Konjugation {\displaystyle K^{*}} des Integrationskerns {\displaystyle K}. Ein Beispiel für eine Integraltransformation mit selbstreziprokem Kern ist die Fourier-Transformation.
Eine weitere in der Signalverarbeitung bedeutende Form stellen die Faltungskerne dar, welche nur von der Differenz {\displaystyle t-u} bzw. von {\displaystyle u-t} abhängen. Die Transformation bzw. Rücktransformation lässt sich dann mit der Faltung ausdrücken als:
{\displaystyle X(u)=\int _{\Omega }x(t)K(u-t)\mathrm {d} t=x(t)*K(t),\qquad u\in \Omega '}
{\displaystyle x(t)=\int _{\Omega '}X(u)K^{-1}(t-u)\mathrm {d} u=X(u)*K^{-1}(u),\qquad t\in \Omega \;.}
Ein Beispiel für eine Integraltransformation mit Faltungskern ist die Hilbert-Transformation. 
In der folgenden Tabelle werden einige bekannte, invertierbare Integraltransformationen mit entsprechendem Integralkern {\displaystyle K}, Integrationsbereich {\displaystyle \Omega } und „inversen Integralkern“ {\displaystyle K^{-1}} gelistet.
| Transformation | Symbol                                                           | {\displaystyle K}                                                       | {\displaystyle \Omega }                        | {\displaystyle K^{-1}}                                                                                         | {\displaystyle \Omega '}                                      |
| --- | ---------------------------------------------------------------- | ----------------------------------------------------------------------- | ---------------------------------------------- | --- | ------------------------------------------------------------- |
| Fourier-Transformation                                                                                                   | {\displaystyle {\mathcal {F}}}                                   | {\displaystyle {\frac {e^{-\mathrm {i} u\cdot t}}{(2\pi )^{n/2}}}}      | {\displaystyle \mathbb {R} ^{n}\,}             | {\displaystyle {\frac {e^{+\mathrm {i} u\cdot t}}{(2\pi )^{n/2}}}}                                             | {\displaystyle \mathbb {R} ^{n}\,}                            |
| Hartley-Transformation                                                                                                   | {\displaystyle {\mathcal {H}}}                                   | {\displaystyle {\frac {\cos(ut)+\sin(ut)}{\sqrt {2\pi }}}}              | {\displaystyle \mathbb {R} \,}                 | {\displaystyle {\frac {\cos(ut)+\sin(ut)}{\sqrt {2\pi }}}}                                                     | {\displaystyle \mathbb {R} \,}                                |
| Mellin-Transformation | {\displaystyle {\mathcal {M}}}                                   | {\displaystyle t^{u-1}\,}                                               | {\displaystyle ]0,\infty [} {\displaystyle \ } | {\displaystyle {\frac {t^{-u}}{2\pi \mathrm {i} }}\,}                                                          | {\displaystyle c+\mathrm {i} \mathbb {R} } {\displaystyle \ } |
| Zweiseitige Laplace-Transformation                                                                                       | {\displaystyle {\mathcal {B}}}                                   | {\displaystyle e^{-ut}\,}                                               | {\displaystyle \mathbb {R} \,}                 | {\displaystyle {\frac {e^{+ut}}{2\pi \mathrm {i} }}}                                                           | {\displaystyle c+\mathrm {i} \mathbb {R} }                    |
| Laplace-Transformation                                                                                                   | {\displaystyle {\mathcal {L}}}                                   | {\displaystyle e^{-ut}\,}                                               | {\displaystyle ]0,\infty [} {\displaystyle \ } | {\displaystyle {\frac {e^{+ut}}{2\pi \mathrm {i} }}}                                                           | {\displaystyle c+\mathrm {i} \mathbb {R} }                    |
| Weierstraß-Transformation                                                                                                | {\displaystyle {\mathcal {W}}}                                   | {\displaystyle {\frac {e^{-(u-t)^{2}/4}}{\sqrt {4\pi }}}\,}             | {\displaystyle \mathbb {R} \,}                 | {\displaystyle {\frac {e^{+(u-t)^{2}/4}}{\mathrm {i} {\sqrt {4\pi }}}}}                                        | {\displaystyle c+\mathrm {i} \mathbb {R} }                    |
| Abel-Transformation |                                                                  | {\displaystyle {\frac {2t}{\sqrt {t^{2}-u^{2}}}}\chi _{(u,\infty )}(t)} | {\displaystyle \mathbb {R} \,}                 | {\displaystyle {\frac {-1}{\pi {\sqrt {u^{2}\!-\!t^{2}}}}}\chi _{(t,\infty )}(u){\frac {\rm {d}}{{\rm {d}}u}}} | {\displaystyle \mathbb {R} \,}                                |
| Hilbert-Transformation                                                                                                   | {\displaystyle {\mathcal {H}}il}, {\displaystyle {\mathcal {H}}} | {\displaystyle {\frac {1}{\pi }}{\frac {1}{u-t}}}                       | {\displaystyle \mathbb {R} \,}                 | {\displaystyle {\frac {1}{\pi }}{\frac {1}{u-t}}}                                                              | {\displaystyle \mathbb {R} \,}                                |
| Hankel-Transformation mit {\displaystyle \operatorname {J} _{\nu }(ut)} Bessel-Funktion erster Gattung und ν-ter Ordnung | {\displaystyle {\mathcal {H}}_{\nu }}                            | {\displaystyle t\operatorname {J} _{\nu }(ut)}                          | {\displaystyle ]0,\infty [} {\displaystyle \ } | {\displaystyle u\operatorname {J} _{\nu }(ut)}                                                                 | {\displaystyle ]0,\infty [} {\displaystyle \ }                |
| Stieltjes-Transformation                                                                                                 | {\displaystyle {\mathcal {S}}}                                   | {\displaystyle {\frac {1}{u+t}}}                                        | {\displaystyle ]0,\infty [} {\displaystyle \ } | |                                                               |

Integraltransformationen lassen sich auf höhere Dimensionen erweitern, beispielsweise spielen in der Bildverarbeitung zweidimensionale Integraltransformationen eine wesentliche Rolle. Bei Erweiterung auf zwei Dimensionen werden die Funktionen einer Variablen auf Funktionen von zwei Variablen festgelegt, die Integralkerne sind dann Funktionen mit vier Variablen. Im Falle von unabhängigen Variablen können die Kerne faktorisiert werden und setzten sich dann als ein Produkt zweier einfacher Kerne zusammen.

## Singuläres Integral
Singuläre Integrale sind Integraloperatoren, die einen Integralkern mit Singularität haben. Das heißt, der Integralkern ist auf der Diagonalen nicht Lebesgue-integrierbar. Daher muss der Integralbegriff für die im Folgenden definierten Integralkerne angepasst werden.

### Standard-Integralkern
Sei {\displaystyle D:=\{(x,y)\in \mathbb {R} ^{n}\times \mathbb {R} ^{n}\mid x=y\}} die Diagonale in {\displaystyle \mathbb {R} ^{n}\times \mathbb {R} ^{n}}. Dann bezeichnet man als Standard-Kern eine stetige Funktion 
{\displaystyle K:\mathbb {R} ^{n}\times \mathbb {R} ^{n}\setminus D\to \mathbb {C} }
mit den folgenden zwei Eigenschaften:
1. {\displaystyle K(x,y)\leq {\frac {C}{|x-y|^{n}}}}
2. {\displaystyle |\nabla _{x}K(x,y)|+|\nabla _{y}K(x,y)|\leq {\frac {C}{|x-y|^{n+1}}}.}

Die Gradienten sind im distributionellen Sinne zu verstehen.

### Singulärer Integraloperator
Sei {\displaystyle K} ein Standard-Integralkern. Dann heißt der Operator
{\displaystyle T(f)(x)=\int _{\mathbb {R} ^{n}}K(x,y)f(y)\mathrm {d} y}
singulärer Integraloperator. Der Name kommt daher, dass der Operator für {\displaystyle x=y} eine Singularität besitzt. Auf Grund dieser Singularität konvergiert das Integral im Allgemeinen nicht absolut. Daher muss der Ausdruck {\displaystyle T(f)} als
{\displaystyle T(f)(x):=\lim _{\epsilon \searrow 0}\int _{|x-y|>\epsilon }K(x,y)f(y)\mathrm {d} y}
verstanden werden. Dieser Ausdruck existiert für alle {\displaystyle f\in L^{p}(\mathbb {R} ^{n})} mit {\displaystyle 1\leq p<\infty }.

## Distributionen als Integralkerne
Auch Distributionen können als Integralkerne verwendet werden. Ein zentraler Satz aus diesem Bereich ist der Kernsatz von Schwartz. Dieser besagt, dass es zu jeder Distribution {\displaystyle K\in {\mathcal {D}}'(\Omega _{1}\times \Omega _{2})} einen linearen Operator
{\displaystyle {\mathcal {K}}:{\mathcal {D}}(\Omega _{2})\to {\mathcal {D}}'(\Omega _{1})}
gibt, der für alle {\displaystyle \psi \in {\mathcal {D}}(\Omega _{1})} und {\displaystyle \phi \in {\mathcal {D}}(\Omega _{2})} durch
{\displaystyle ({\mathcal {K}}\phi )(\psi )=K(\phi \otimes \psi )}
gegeben ist. Außerdem gilt auch die Rückrichtung. So gibt es zu jedem Operator {\displaystyle {\mathcal {K}}} eine eindeutige Distribution {\displaystyle K,} so dass {\displaystyle ({\mathcal {K}}\phi )(\psi )=K(\phi ,\psi )} gilt. Diese Distribution {\displaystyle K} nennt man Schwartz-Kern, benannt nach dem Mathematiker Laurent Schwartz, der den Kernsatz als erster formulierte. Diese Operatoren {\displaystyle {\mathcal {K}}} können jedoch nicht als Integraloperatoren mit dem Lebesgue-Integral dargestellt werden. Da die Darstellung als Integraloperator jedoch wünschenswert erschien, führte Lars Hörmander den Begriff des oszillierenden Integrals ein. Mit diesem neuen Integralbegriff kann der Integralkern durch
{\displaystyle K(x,y)={\frac {1}{2\pi }}\int _{\mathbb {R} ^{n}}p(x,\xi )e^{\mathrm {i} (x-y)\xi }\mathrm {d} \xi }
angegeben werden und dann ist der Operator {\displaystyle {\mathcal {K}}} als Integraloperator der Gestalt
{\displaystyle {\mathcal {K}}\phi =\int _{\mathbb {R} ^{n}}K(x,.)\phi (x)\mathrm {d} x=\int _{\Omega _{2}\times \mathbb {R} ^{n}}p(x,\xi )e^{\mathrm {i} (x-.)\xi }\phi (x)\mathrm {d} (x,\xi )}
gegeben, wobei die Integrale wieder oszillierende Integrale sind. Die Gleichheitszeichen sind im Sinne von Distributionen zu verstehen, was 
{\displaystyle ({\mathcal {K}}\phi )(\psi )=K(\phi \otimes \psi )=\int _{\Omega _{1}\times \Omega _{2}}K(x,.)\phi (x)\psi (y)\mathrm {d} (x,y)=\int _{\Omega _{1}\times \Omega _{2}\times \mathbb {R} ^{n}}p(x,\xi )e^{\mathrm {i} (x-.)\xi }\mathrm {d} \xi \phi (x)\psi (y)\mathrm {d} (x,y,\xi )}
bedeutet.

## Nichtlineare Integraloperatoren
Ein nichtlinearer (Urysohn-)Integraloperator hat die Gestalt
{\displaystyle Tf(x)=\int _{\Omega }K(t,x,f(t))\mathrm {d} t}
mit einem geeigneten Definitionsbereich der Kernfunktion K und Integrationsbereich Ω.